# كفر المداور
قرية كفر المداور هي إحدى القرى التابعة لمركز مغاغة بمحافظة المنيا في جمهورية مصر العربية. حسب إحصاءات سنة 2006، بلغ إجمالي السكان في كفر المداور 4609 نسمة، منهم 2293 رجلا و2316 امرأة.